# Ileopeltus nanocanthus
Ileopeltus nanocanthus är en insektsart som beskrevs av Paul S. Cwikla 1988. Ileopeltus nanocanthus ingår i släktet Ileopeltus och familjen dvärgstritar. Inga underarter finns listade i Catalogue of Life.